# John T. Cacioppo

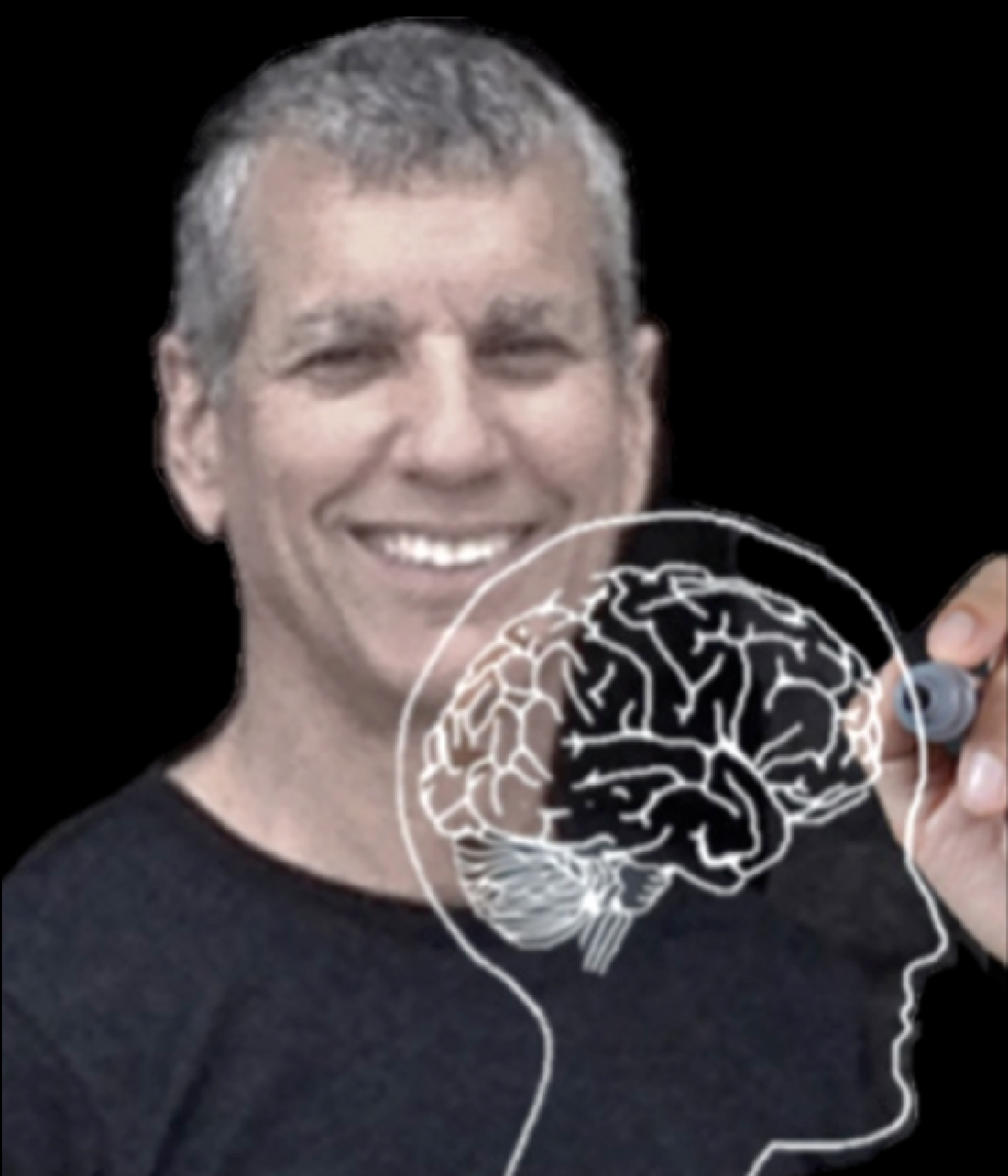
O neurocientista John T. Cacioppo

John Terrence Cacioppo (12 de junho de 1951 - 5 de março de 2018) foi o Tiffany and Margaret Blake Distinguished Service Professor na Universidade de Chicago. Ele fundou o Centro de Neurociência Cognitiva e Social da Universidade de Chicago e o Diretor da Iniciativa Arete do Escritório do Vice-Presidente de Pesquisa e Laboratórios Nacionais da Universidade de Chicago. Ele foi cofundador do campo da neurociência social e foi membro do Departamento de Psicologia e do Departamento de Psiquiatria e Neurociência Comportamental até sua morte em março de 2018.

## Juventude
Cacioppo nasceu e foi criado em Marshall, Texas, onde sua família era proprietária de uma empresa de distribuição de motosserras. Em 1973, ele se formou em Economia pela Universidade de Missouri, onde foi o primeiro da família a ir para a faculdade. Logo depois, Cacioppo decidiu se especializar em psicologia e fez mestrado (1975) e doutorado (1977) nessa área pela Ohio State University.

## Carreira
No final dos anos 1970, Cacioppo colaborou com Richard E. Petty para desenvolver o modelo de probabilidade de elaboração de atitudes e persuasão e iniciou investigações das diferenças individuais na motivação cognitiva. Eles também examinaram as influências sociais e biológicas na mente e no comportamento. Petty e Cacioppo desfrutaram de uma rivalidade intelectual amigável e se tornaram melhores amigos e, eventualmente, companheiros de quarto, de modo que, nas palavras de Cacioppo, eles "não precisaram fazer intervalos" entre os debates científicos. O modelo de probabilidade de elaboração surgiu em parte porque Petty especulou que ouvir argumentos fortes como os de Cacioppo tinha maior probabilidade de resultar em mudanças de atitude duradouras. Uma década depois, Cacioppo começou a trabalhar com Gary Berntson para abrir um novo campo que eles chamaram de neurociência social. Isso levou a uma expansão da pesquisa de Cacioppo, examinando como os relacionamentos pessoais afetam a cognição social e as emoções, os processos de personalidade, a biologia e a saúde. Ao empregar varreduras cerebrais, monitoramento de processos autonômicos e neuroendócrinos e testes de função imunológica, ele descobriu a influência avassaladora do contexto social - um fator tão forte que pode alterar a expressão genética nas células brancas do sangue. O trabalho mostrou ainda como a sensação subjetiva de isolamento social (solidão) perturba exclusivamente nossas percepções, comportamento e fisiologia, tornando-se uma armadilha que não apenas reforça o isolamento, mas também pode levar à morte prematura. Em 2004, ele e William Patrick iniciaram uma colaboração que resultou em seu livro, Solidão: Natureza Humana e a Necessidade de Conexão Social, que afirma que a cooperação social é, de fato, a característica definidora da humanidade. Gary Berntson, Jean Decety, Stephanie Cacioppo, Steve Cole, Dorret Boomsma e Abraham Palmer continuam a investigar os mecanismos biológicos envolvidos na percepção social, processos interpessoais, cognição, emoção e comportamento.

## Honras e Prêmios
Ele recebeu o prêmio Distinguished Scientist da Society for Experimental Social Psychology em reconhecimento às “contribuições extraordinariamente importantes para a psicologia social experimental” (2015); o Troland Research Award da National Academy of Sciences; o Prêmio Científico Distinto por uma Contribuição no Início da Carreira à Psicofisiologia; um grau honorário de Doutor em Ciência do Bard College; o prêmio Distinguished Scientific Contribution Award da American Psychological Association; o Prêmio de Distintas Contribuições Científicas para a Psicofisiologia da Society for Psychophysiological Research; o prêmio Donald Campbell da Society for Personality and Social Psychology; o Prêmio Patricia Barchas da American Psychosomatic Society; o Prêmio por Serviços Distintos em Nome da Personalidade e Psicologia Social da Society for Personality and Social Psychology; o Prêmio Inovação Teórica da Society for Personality and Social Psychology; a menção presidencial da American Psychological Association; o Prêmio Ordem dos Filhos da Itália; o prêmio Distinguished Alumnus do Departamento de Psicologia da Ohio State University; e o Prêmio de Impacto Científico da Society for Experimental Social Psychology. Ele foi o orador principal em várias reuniões, incluindo o Festival della Scienza em Gênova, Itália; a Reunião Anual da Association for Psychological Science; e a Society for Social Neuroscience

## Homenagens

### 2018
Prêmio William James Fellow da Association for Psychological Science.